# Михаил Добромиров
Михаил Добромиров e мирски свещеник и архиерейски наместник на Софийско-Пловдивската архиепархия през XVIII век.

## Биография
Михаил Добромиров Райков е роден в село Калъчлии (днес кв. Генерал Николаево на град Раковски) през 1692 г.. Завършва образованието си през 1715 г. в град Фермо, Италия. Ръкоположен за свещеник от софийския архиепископ Павел Йошич на 28 октомври 1716 г. Той обслужва католиците в Пловдивско, София, Стара Загора и онези, които се намирали на едно разстояние от около 15 дни път. Архиепископ Йошич го задължил два пъти в годината да посещава поверените му населени места. През 1717 г. избира за свое седалище родното си село Калъчлии. След смъртта на архиепископ Павел Йошич (на 6 юли 1719 г.) със заповед от 7 май 1720 г. на Добромиров са дадени от Конгрегацията права на викарий на Софийския диоцез. В практиката на католическата църква това означавало почти сигурно назначение на вакантната длъжност.
През декември 1721 г. неочаквано за софийски архиепископ бил назначен Марко Андрияши от Дубровник, дотогава епископ на Никополската епархия. През 1721 г. Андрияши предприема обиколка из епархията. Тя е разделена на две мисии: Калъчлииска („долните села“) и Даваджовска („горните села“). Към Калъчлииската мисия се числят: Калъчлии, Балтаджии, Пловдив, Ямбол, Стара Загора и София. През 1723 г. по заповед на архиепископа, Добромиров заминава за Белене, където е имало остра нужда от свещеници, като обслужва и католиците в Русе. На негово място от Даваджово е изпратен Петър Милош.
Поради войните с Австрия, във втората половина на 20-те години на ХVIII век били предприети повсеместни гонения срещу католическото духовенство, над което винаги тегнели подозрения на турските власти за сътрудничество със западните врагове на империята. Архиепископ Андрияши и подведомственото му духовенство били принудени да напуснат и да се установят в Рагуза, Далмация. Задърският епископ съветва Конгрегацията на първо време да изпрати в Пловдивско само Добромиров, умен и деятелен човек достоен дори за епископ. Той моли Конгрегацията да отпусне 40 шкуди, тъй като бил беден и лишен от облекло, както и за големите пътни разходи.
Като имперски поданик през 1729 г. отец Добромиров се завръща в епархията в качеството си на архиерейски наместник. През октомври 1729 г. пристига и помощникът му Никола Теодоров, който обслужва павликянските села западно от река Гьопса („горните села“).
През 1737 г. в Пловдивско идва нов помощник – Никола Бошкович – братовчед на епископа Марко Андрияши. По това време Османската империя е във война с Австрия. В едно писмо от пролетта на 1738 г., написано от Бошкович и Добромиров, те пожелават победа на християнското оръжие над неверниците. Писмото е било адресирано до двама техни познати в Цариград. Писмото попаднало в турски ръце. Двамата - Михаил Добромиров и Никола Бошкович - са осъдени като „шпиони“ и обезглавени на 22 април 1738 г. в Одрин.
В началото на юни 1921 г. Окръжният съвет в Пловдив прави предложение родното му село да се преименува на село Добромирово. Но предложението не е прието. На 21 май 2012 г. в град Раковски е открит и осветен паметник на отец Михаил Добромиров. Най-дългият булевард в град Раковски носи неговото име.

### Сведения от Добромиров в енорийска книга
Добромиров сам отбелязва в енорийската книга на Силджиково, че Конгрегацията за да помогне на пловдивските католици го изпраща с права, които се дават на епископ, временно като апостолически администратор за цялата Софийска епархия. В същата книга, Добромиров изброява и енориите от които се състои епархията. През октомври 1729 г. пристига и помощникът му Никола Тодоров, на когото поверил обслужването на Дуванлии, Даваджово, Силджиково и Хамбарлии. В тоя списък на селата-енории няма имената на Калаброво, Хаджиево и Караманово, за които се говори в докладите на мисионерите през ХVІІ в. Най-вероятно павликяните от тези села са се преселили другаде. Някои са се върнали през Балкана в Северна България, а други са се отправили към Пловдив и Калъчлии. От списъкът на Добромиров четем и за 3 нови селища:Алифаково, Бейкьово и Доганжи.
Михаил Добромиров намерил своите павликянски енории пак в това първобитно и бедно състояние, в което се намирали те и през ХVІІ в. Нямало нито църква, нито параклис, нито постоянен олтар, богослужението ставало в частни къщи, доколкото се намирали подходящи. Павликяните продължавали да поддържат старият календар заедно с православните. Добромиров, който е също павликянин, не само че не се заел да премахне този календар, но и сам се водил по него в кръщелните книги. Той започва редовно записване в една енорийска книга всички кръщенета, бракове и погребения. Постарал се да събере по-стари данни, доколкото се намирали още разпръснати на отделни тетрадчици или листове започнал в началото на ХVІІІ в. през 1703 г. когато бил свещеник в Даваджово отец Михаил Илиев от Босна.
По въпроса за етнографския си характер, при южните павликяни са интересни многобройните лични и семейни имена в тази най-стара книга, които са чисто български. Първото записано от отец Илиев кръщение е на 17 януари 1703 г., следващото е на 4 февруари. Същия ден кръстил и второ дете. На 24 февруари билa кръстенa дъщерята на Неделя Банкова; на 28 март – дъщерята на Геша Драгоева (дадено и било име Божана). На 29 март бил кръстен синът на Георги Дуванлията с името Васил…